# Человеческие бездны
«Человеческие бездны» (Преступление адвоката Рокотова) — российская мелодрама 1916 года. Премьера фильма состоялась 16 апреля 1916 года . Фильм не сохранился. Сюжет заимствован из романа М. Ф. «Сила воли» .

## Названия частей
1. Жена инженера.
2. Убийство журналиста.
3. Мучимый совестью.
4. Взрыв.
5. Оправдательный приговор.

## Сюжет
Два года назад при взрыве на заводе был искалечен инженер Немов. После катастрофы он купил дом в Замоскворечье, устроил лабораторию, и живёт одиноко с женой, занимаясь научными исследованиями и опытами. Единственным гостем в доме Немовых является молодой адвокат Рокотов, близкий друг Немовых. Во время катастрофы на заводе Рокотов был единственной поддержкой для Лины, и с тех пор их связывала тесная дружба. Но со временем чувство это перешло в более яркое — любовь. Лина — прямая, честная натура, с высоко развитым чувством долга, а долг призывает её к больному мужу, и потому любовь её к Рокотову без надежды, без будущего. Однажды во время прогулки с Линой в загородной роще Рокотов встречает следящего за ними журналиста Журицкого, известного в городе как шантажиста и сплетника. Опасаясь за репутацию Лины, Рокотов провожает её до автомобиля, а сам возвращается к Журицкому, чтобы потребовать от него объяснений. Во время объяснений выведенный из себя наглостью Журицкого, он наносит ему удар револьвером. Удар оказывается смертельным. Чтобы спасти себя, Рокотов решает симулировать ограбление, выворачивает карманы убитого, вынимает его золотые часы и забрасывает их далеко в снег. Подавленный сознанием своей вины, мучимый тяжестью воспоминаний, Рокотов с тех пор избегает Лину, избегает её вопросительного испытующего взгляда. Инженер Немов, давно уже угадавший чувство жены и друга, понял, что между ними произошло что-то, и, удалив Лину, вызывает Рокотова на объяснение. Рокотов успокаивает его, но, поняв его ревность и мучения, решает прекратить посещения. Не понимая настоящей причины скрытности и холодности к ней Рокотова, его внезапного исчезновения, терзаясь сомнениями, Лина после долгих колебаний едет к Рокотову, чтобы узнать от него о причине его ухода. Возвращаясь от него, успокоенная, просветлённая, она встречает мужа и у них происходит объяснение, во время которого Немов убеждается, как глубоко Лина любит Рокотова. Чтобы не быть далее помехой на её пути, он решает уйти из жизни, и в тот же день, во время обычной прогулки Лины, в лаборатории Немова происходит взрыв. Считая себя виновной в смерти, потрясённая, больная Лина, не повидавшись с Рокотовым, уезжает в санаторий. В это время по обвинению в убийстве Журицкого арестован разносчик Сойкин, нашедший заброшенные Рокотовым часы убитого и попытавшийся заложить их. Узнав об этом, Рокотов берёт на себя защиту. На суде в защитительной речи Рокотов рисует предполагаемую картину убитого без участия Сойкина, настоящую картину, о которой знает только он один. Из его слов узнаёт присутствующая на суде Лина ужасную правду. Увидев Лину, Рокотов всей душой потянулся к ней, ему поверилось в возможность счастья. Но слова Лины: «Разве мы имеем право на счастье?» разбили надежду, он понял, что после всего произошедшего счастья не может быть.

## В ролях
- Иван Перестиани — инженер Немов
- Витольд Полонский — адвокат Рокотов
- Ада Шелепина — Лина, жена Немова

## Критика
Поставленная автором проблема — можно ли ценой преступления, хотя бы невольного, купить право на счастье — получает в пьесе очень интересное освещение. Разыграна картина прекрасно. Постановка Бауэра — безукоризненна . 
— "Проектор", 1916, №7-8, стр. 16

Пьеса полна глубокого драматизма. Этих трагических, потрясающих моментов Бауэр побоялся и провёл пьесу в полутонах драмы. Впрочем, если пьеса кончается грустным лирическим аккордом, режиссёр мог и имел право соответственно смягчить все краски пьесы, по художественному принципу равновесия в композиции .
— В. Туркин - "Пегас", 1916, №4, стр. 97-98